# Scottish Premier League 2005/06
Die Scottish Premier League wurde 2005/06 zum achten Mal ausgetragen. Es war zudem die 109. Austragung der höchsten Fußball-Spielklasse innerhalb der Scottish Football League, in welcher der Schottische Meister ermittelt wurde. In der Saison 2005/06 traten 12 Vereine in insgesamt 38 Spieltagen gegeneinander an. Jedes Team spielte jeweils einmal zu Hause und auswärts gegen jedes andere Team in der 1. Runde. Danach wurde die Liga auf zwei Hälften geteilt, in denen die Mannschaften noch einmal gegeneinander spielen. Bei Punktgleichheit zählte die Tordifferenz.
Celtic Glasgow gewann zum insgesamt 40. Mal in der Vereinsgeschichte die schottische Meisterschaft. Die Bhoys qualifizierten sich als Meister für die Champions League Saison-2006/07. Vizemeister Heart of Midlothian spielte auch in der Champions League wegen der verbesserten Position von Schottland in der UEFA-Fünfjahreswertung. Der unterlegene Pokalfinalist, der FC Gretna aus der Second Division, sowie die Drittplatzierten Glasgow Rangers qualifizierten sich für den UEFA-Pokal. Der FC Livingston stieg am Saisonende in die First Division ab. Mit 32 Treffern wurde Kris Boyd Torschützenkönig.

## 1. Runde

### Tabelle
| Pl. | Verein                       | Sp. | S  | U  | N  | Tore    | Diff. | Punkte |
| --- | ---------------------------- | --- | -- | -- | -- | ------- | ----- | ------ |
| 1.  | Celtic Glasgow (P)           | 33  | 27 | 4  | 2  | 088:310 | +57   | 85     |
| 2.  | Heart of Midlothian          | 33  | 19 | 8  | 6  | 064:270 | +37   | 65     |
| 3.  | Glasgow Rangers (M, L)       | 33  | 18 | 8  | 7  | 059:340 | +25   | 62     |
| 4.  | Hibernian Edinburgh          | 33  | 16 | 4  | 13 | 056:450 | +11   | 52     |
| 5.  | FC Kilmarnock                | 33  | 14 | 9  | 10 | 059:560 | +3    | 51     |
| 6.  | FC Aberdeen                  | 33  | 12 | 12 | 9  | 039:360 | +3    | 48     |
| 7.  | FC Motherwell                | 33  | 12 | 8  | 13 | 050:550 | −5    | 44     |
| 8.  | Inverness Caledonian Thistle | 33  | 10 | 13 | 10 | 045:380 | +7    | 43     |
| 9.  | Dundee United                | 33  | 7  | 11 | 15 | 039:580 | −19   | 32     |
| 10. | FC Falkirk (N)               | 33  | 6  | 7  | 20 | 031:610 | −30   | 25     |
| 11. | Dunfermline Athletic         | 33  | 5  | 8  | 20 | 026:630 | −37   | 23     |
| 12. | FC Livingston                | 33  | 3  | 6  | 24 | 020:720 | −52   | 15     |

Platzierungskriterien: 1. Punkte – 2. Tordifferenz – 3. geschossene Tore

| Saison 2005/06 |

| Zum Saisonende 2004/05 |                                   |
| (M)                    | Meister des Vorjahres             |
| (P)                    | Pokalsieger des Vorjahres         |
| (L)                    | Ligapokalsieger des Vorjahres     |
| (N)                    | Aufsteiger aus der First Division |

## 2. Runde

### Meisterschafts-Play-offs
| Pl. | Verein                 | Sp. | S  | U  | N  | Tore    | Diff. | Punkte |
| --- | ---------------------- | --- | -- | -- | -- | ------- | ----- | ------ |
| 1.  | Celtic Glasgow (P)     | 38  | 28 | 7  | 3  | 093:370 | +56   | 91     |
| 2.  | Heart of Midlothian    | 38  | 22 | 8  | 8  | 071:310 | +40   | 74     |
| 3.  | Glasgow Rangers (M, L) | 38  | 21 | 10 | 7  | 067:370 | +30   | 73     |
| 4.  | Hibernian Edinburgh    | 38  | 17 | 5  | 16 | 061:560 | +5    | 56     |
| 5.  | FC Kilmarnock          | 38  | 15 | 10 | 13 | 063:640 | −1    | 55     |
| 6.  | FC Aberdeen            | 38  | 13 | 15 | 10 | 046:400 | +6    | 54     |

| Saison 2005/06 |

| Zum Saisonende 2004/05 |                               |
| (M)                    | Meister des Vorjahres         |
| (P)                    | Pokalsieger des Vorjahres     |
| (L)                    | Ligapokalsieger des Vorjahres |

### Abstiegs-Play-offs
| Pl. | Verein                       | Sp. | S  | U  | N  | Tore    | Diff. | Punkte |
| --- | ---------------------------- | --- | -- | -- | -- | ------- | ----- | ------ |
| 7.  | Inverness Caledonian Thistle | 38  | 15 | 13 | 10 | 051:380 | +13   | 58     |
| 8.  | FC Motherwell                | 38  | 13 | 10 | 15 | 055:610 | −6    | 49     |
| 9.  | Dundee United                | 48  | 7  | 12 | 29 | 041:660 | −25   | 33     |
| 10. | FC Falkirk (N)               | 38  | 8  | 9  | 21 | 035:640 | −29   | 33     |
| 11. | Dunfermline Athletic         | 38  | 8  | 9  | 21 | 033:680 | −35   | 33     |
| 12. | FC Livingston                | 38  | 4  | 6  | 28 | 025:790 | −54   | 18     |

| Saison 2005/06 |

| Zum Saisonende 2004/05 |                                   |
| (N)                    | Aufsteiger aus der First Division |

## Die Meistermannschaft von Celtic Glasgow
(Berücksichtigt wurden Spieler mit mindestens fünf Einsätze; in Klammern sind die Einsätze und Tore angegeben)
| 1. | Celtic Glasgow |
|    | - Tor: Artur Boruc (34/-), David Marshall (4/-) - Abwehr: Dianbobo Baldé (28/1), Mohammed Camara (18/-), Stephen McManus (36/7), Paul Telfer (36/1), Stanislav Varga (10/1), Adam Virgo (10/-), Mark Wilson (15/-) - Mittelfeld: Didier Agathe (4/-), Roy Keane (10/1), Neil Lennon (32/1), Aiden McGeady (18/4), Shunsuke Nakamura (34/6), Stephen Pearson (18/2), Stilian Petrow (37/10), Alan Thompson (16/2), Ross Wallace (11/-) - Angriff: Craig Beattie (13/6), Dion Dublin (11/1), John Hartson (35/18), Shaun Maloney (36/13), Chris Sutton (8/2), Maciej Żurawski (24/16) - Trainer: Gordon Strachan |

## Torschützenliste
| Platz | Name                            | Tore |
| ----- | ------------------------------- | ---- |
| 1     | Kris Boyd (Kilmarnock/Rangers)  | 32   |
| 2     | John Hartson (Celtic)           | 18   |
| 3     | Craig Dargo (Inverness CT)      | 17   |
| 4     | Derek Riordan (Hibernian)       | 16   |
| =     | Rudi Skácel (Hearts)            | 16   |
| =     | Maciej Żurawski (Celtic)        | 16   |
| 7     | Paul Hartley (Hearts)           | 14   |
| =     | Peter Løvenkrands (Rangers)     | 14   |
| 9     | Shaun Maloney (Celtic)          | 13   |
| =     | Steven Naismith (Kilmarnock)    | 13   |
| 11    | Mark Burchill (Dunfermline Ath) | 12   |

## Auszeichnungen während der Saison
| Monat          | Trainer des Monats                            | Spieler des Monats                  |
| -------------- | --------------------------------------------- | ----------------------------------- |
| August 2005    | George Burley (Heart of Midlothian)           | Rudi Skácel (Heart of Midlothian)   |
| September 2005 | George Burley (Heart of Midlothian)           | Andy Webster (Heart of Midlothian)  |
| Oktober 2005   | Gordon Strachan (Celtic Glasgow)              | Stilijan Petrow (Celtic Glasgow)    |
| November 2005  | Tony Mowbray (Hibernian Edinburgh)            | Kris Boyd (FC Kilmarnock)           |
| Dezember 2005  | Craig Brewster (Inverness Caledonian Thistle) | Peter Løvenkrands (Glasgow Rangers) |
| Januar 2006    | Alex McLeish (Glasgow Rangers)                | Kris Boyd (FC Kilmarnock)           |
| Februar 2006   | Jimmy Calderwood (FC Aberdeen)                | Maciej Żurawski (Celtic Glasgow)    |
| März 2006      | Terry Butcher (FC Motherwell)                 | Steven Naismith (Glasgow Rangers)   |
| April 2006     | Jimmy Calderwood (FC Aberdeen)                | Paul Hartley (Heart of Midlothian)  |

## Zuschauerzahlen
Durchschnittliche Zuschauerzahlen der einzelnen Vereine:
| Verein               | Zuschauer |
| -------------------- | --------- |
| Celtic Glasgow       | 58 149    |
| Glasgow Rangers      | 49 245    |
| Heart of Midlothian  | 16 788    |
| Hibernian Edinburgh  | 13 566    |
| FC Aberdeen          | 12 727    |
| Dundee United        | 8 179     |
| FC Kilmarnock        | 7 070     |
| Dunfermline Athletic | 6 260     |
| FC Motherwell        | 6 250     |
| FC Falkirk           | 5 515     |
| Inverness CT         | 5 061     |
| FC Livingston        | 4 938     |